# Malšovický most
Malšovický most je silniční most přes Orlici v Hradci Králové. Spojuje centrum města (ulice Nezvalova) s místní částí Malšovice (ulice Malšovická). 

## Popis a historie
Jedná se o železobetonový obloukový most postavený roku 1925. Také je známý jako most U Staré nemocnice, protože se nachází u původní budovy královéhradecké nemocnice. Nedaleko mostu leží též Všesportovní stadion a koupaliště Flošna. Architektem byl Josef Gočár.
Na místě dnešního Malšovického mostu byl nejprve pouze říční brod. Jednalo se však o důležitou cestu na Moravu, a tak zde byly postaveny dva dřevěné mosty, které však strhla velká voda v roce 1655. Další mosty pak byly postaveny až v letech 1784 a 1835. Roku 1889 zde byl vybudován ocelový most zv. Slezský podpíraný dvěma kamennými pilíři. Roku 1925 ho nahradil most současný.